# Aquilino Amezua
Aquilino Amezua y Jaúregui (né à Azpeitia le 4 janvier 1847 - décédé à Saint-Sébastien le 20 octobre 1912) est un facteur d'orgues espagnol. Il est considéré comme le principal fabricant d'orgue espagnol de la fin XIXe et du début du XXe siècle.

## Biographie
Il apprend jeune l'art de la construction des orgues dans l'entreprise familiale dirigée par son père, en compagnie de ses trois frères Diego, Juan Prudencio et José Hermenegildo.
Il part à Paris afin de perfectionner ses connaissances et d'apprendre de nouvelles techniques chez le facteur d'orgues Stoltz et le facteur de pianos Blondel.
Il poursuit sa formation en Angleterre et en Suisse. En Allemagne, il travaille chez un facteur d'orgue qui met en œuvre les techniques de Schmoele et Mols introduisant l'électricité dans le fonctionnement des instruments.
En 1875, il candidate pour la construction de l'orgue d'accompagnement de la cathédrale Saint-Jean-Baptiste de Perpignan mais, trop peu connu et étranger, il est recalé au profit d'Aristide Cavaillé-Coll.
Il installe son premier atelier à Valence, mais déménage vers 1881 à Barcelone, où il réalise plusieurs instruments pour des églises de Catalogne.
En 1892, il établit également des ateliers à Azpeitia, puis à Pasajes de San Pedro (province de Guipúzcoa).

## Œuvres principales
Aquilino Amezua fournit des orgues en Espagne, Amérique du Sud et aux Philippines. Parmi ses ouvrages les plus importants, signalons les suivants :
- Orgue de l'Exposition universelle de Barcelone de 1888, qui est le plus gros instrument à transmission électrique de son temps
- Orgue de la Cathédrale de Bogota (1891)
- Orgue de l'église Santo Domingo de Manille (vers 1891)
- Orgue du Palais Güell de Barcelone (1890-1892)
- Orgue de la paroisse San Esteban de Vera de Bidasoa (1895)
- Orgue de la Basilique de Nuestra Señora del Rosario (Chiquinquirá, 1897
- Orgue de la Cathédrale de Séville (1903)
- Orgue de la Cathédrale de Valladolid (1904)
- Orgue de la Cathédrale San Salvador d'Oviedo (1906)